# Slovnaft

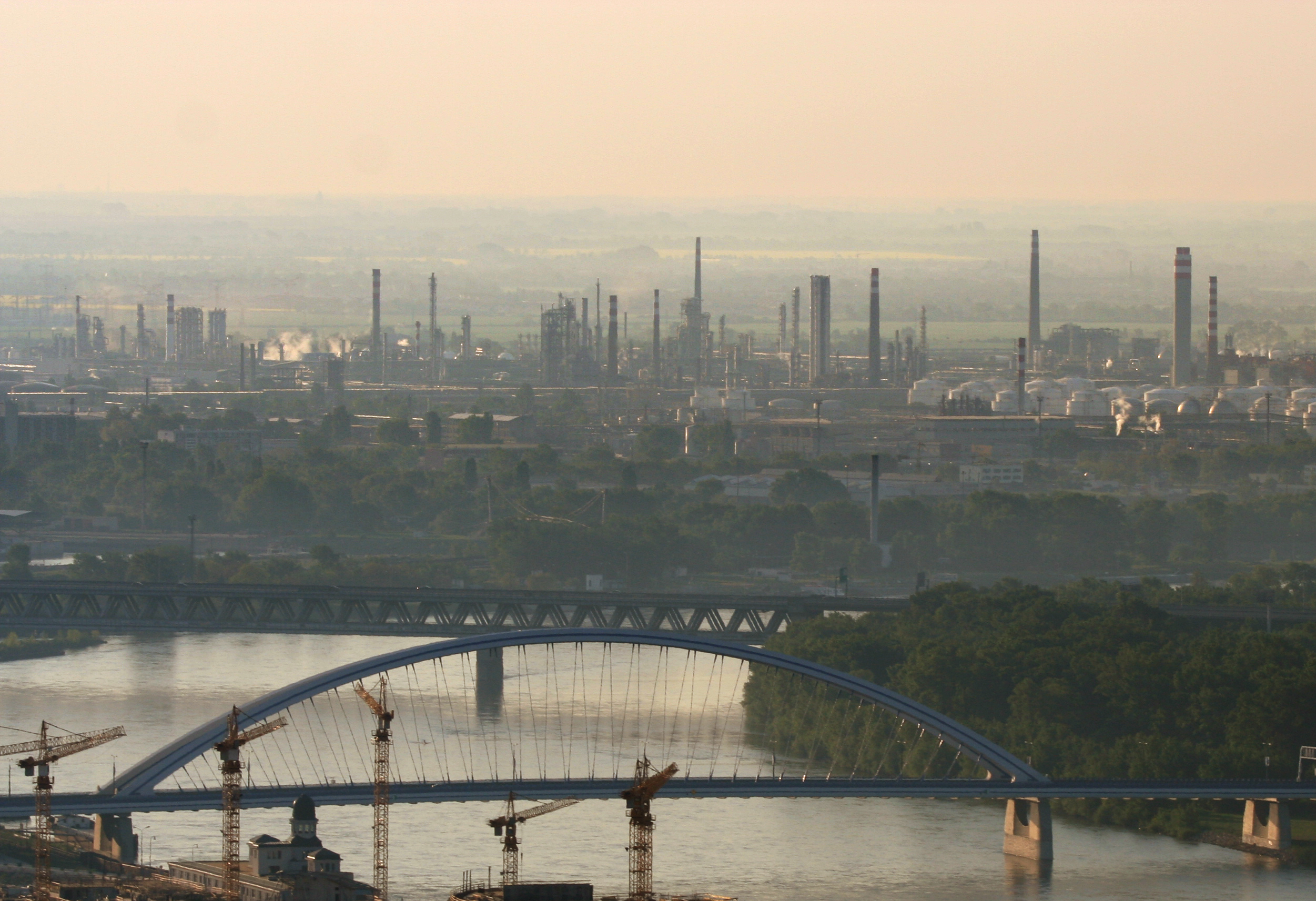
Slovnaft cu poduri

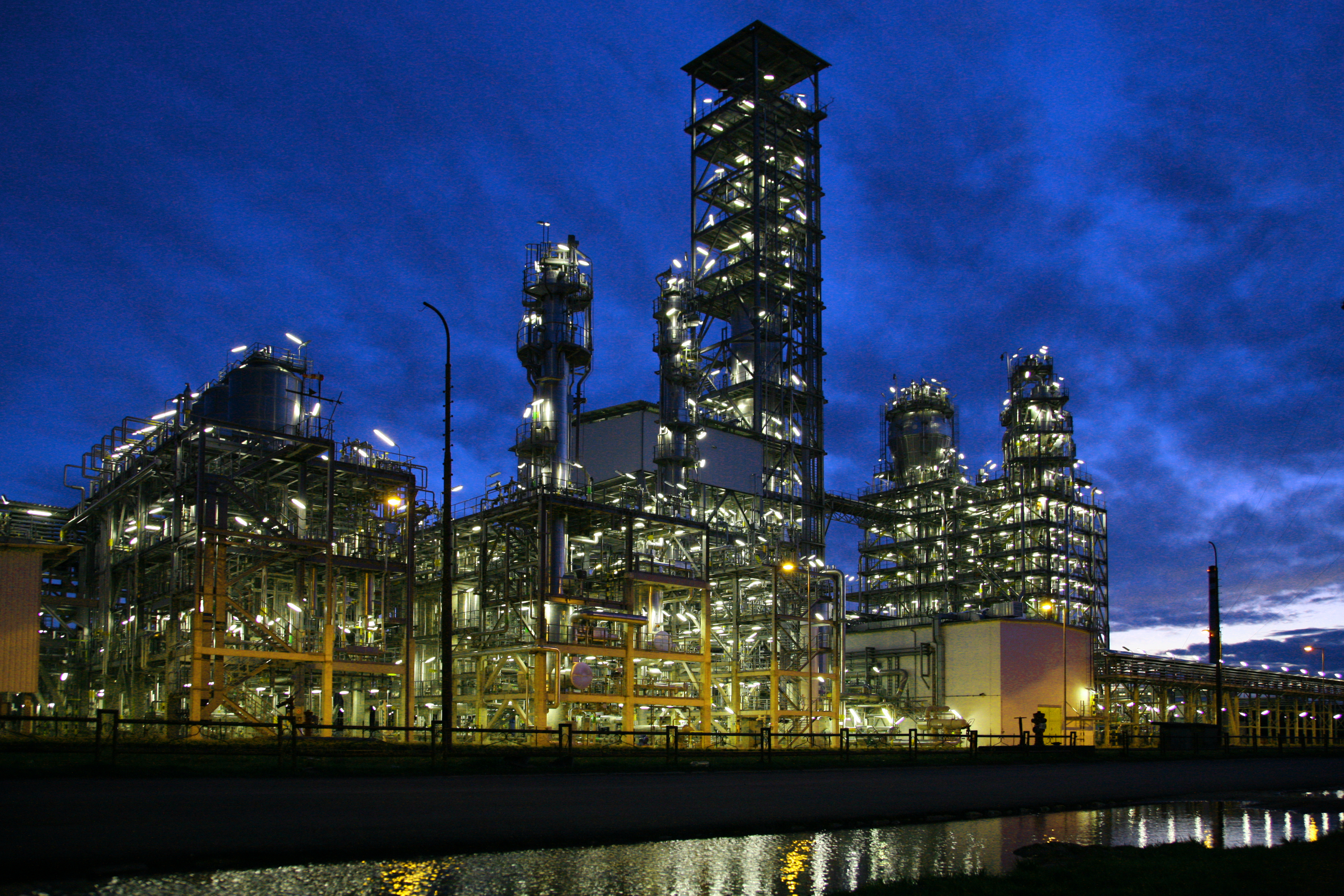
Noua fabrică de polipropilenă PP3

Slovnaft este o companie de rafinare⁠(d) a petrolului din Slovacia. Compania, cu sediul în Bratislava, este o filială a Grupului MOL. 

## Istorie
Slovnaft este succesorul companiei Apollo. Apollo a fost înființat în 1895 la Bratislava. Rafinăria sa a fost bombardată de Aliați în iunie 1944. Podul Apollo din Bratislava, construit peste Dunăre, se află în apropierea sitului istoric al rafinăriei Apollo. Construcția rafinăriei Slovnaft a început în 1949.
La 1 mai 1992, Slovnaft a fost reorganizată ca societate pe acțiuni, ca succesoare a unei întreprinderi de stat înființate de guvernul cehoslovac la 1 ianuarie 1949.
Achiziționarea Benzinol, concurentul său intern, a avut loc în 1995. 
Din anul 2000, Slovnaft este afiliată cu Grupul MOL. 

## Operațiuni
Slovnaft rafinează între 5,5 și 6 milioane de tone de țiței pe an și produce o gamă variată de combustibili pentru transporturi, păcură și produse petrochimice.
Slovnaft Petrochemicals, s.r.o. este divizia de petrochimie a Grupului Slovnaft. Produce polimeri, care sunt materiale de bază cu o gamă largă de utilizări.
Slovnaft operează 208 stații de alimentare cu combustibil în Slovacia prin intermediul cărora comercializează carburanți și o gamă largă de alte bunuri, precum și servicii suplimentare.
CM European Power Slovakia, sro, o filială a Slovnaft, produce electricitate, căldură și energie electrică.
Slovnaft este partenerul principal al Cupei Slovaciei, numită acum Cupa Slovnaft.
Fabrica Slovnaft de lângă Bratislava este un poluator semnificativ al apelor subterane. Pentru a proteja apele Žitný ostrov, la est de situl Slovnaft a fost construit un zid hidraulic din puțuri, a căror apă poluată este curățată constant.